# Jörg Pfeifer
Jörg Pfeifer (19 marzo 1952) è un ex velocista tedesco.

## Biografia
Alle Olimpiadi di Montréal 1976 conquistò la medaglia d'argento con la staffetta 4×100 della Germania Est insieme ai connazionali Manfred Kokot, Alexander Thieme e Klaus-Dieter Kurrat, correndo in seconda frazione. Nella stessa Olimpiade gareggiò anche nella competizione individuale dei 100 metri dove fu eliminato in semifinale.

## Palmarès
| Anno | Manifestazione  | Sede     | Evento          | Risultato | Prestazione | Note |
| ---- | --------------- | -------- | --------------- | --------- | ----------- | ---- |
| 1971 | Europei         | Helsinki | 200 metri piani | Bronzo    | 20"73       |      |
| 1976 | Giochi olimpici | Montréal | 4×100 metri     | Argento   | 38"66       |      |